# Michael Schnack
Michael Schnack (* 10. Mai 1967 in Iowa City, Iowa, USA) ist ein US-amerikanischer Dirigent, Pianist, Arrangeur, Komponist und Hochschullehrer an der Musik und Kunst Privatuniversität der Stadt Wien.

## Karriere
Michael Schnack lernte Klavier bei Amy Mulford, Horn bei Lee Witwer und Chorbegleitung bei Larry Monson. Er studierte auch an der Yale University (Musik, moderne Sprachen), am Gnessin-Institut Moskau (Chorleitung) und bei Wladimir Minin vom Moskauer Kammerchor. Seit 1990 lebt Michael Schnack in Wien, wo er bei Theaterproduktionen in Wien und Umgebung (Kammeroper, Volksoper, Volkstheater, Theater Akzent, Etablissement Ronacher, Metropol, Musical Sommer Amstetten, Festspiele Stockerau) als Musikalischer Leiter fungiert. Darüber hinaus engagiert er sich in Tourneen und anderen Produktionen in ganz Europa. Er studierte Gesang bei Carol Blaickner-Mayo und Marie Landreth und war Sänger in verschiedenen Chören (Arnold Schönberg Chor, Wiener Singverein, Wiener Kammerchor etc.). Ab 1995 war Michael Schnack künstlerischer Leiter der Performing Arts Studios Vienna, die u. a. dreijährige Kurse für Musical-Studenten anbieten. Außerdem übernahm Schnack die Leitung von Chören und kleinen Ensembles (Jazzquartett etc.), Liedinterpretation, Repertoire, Projektarbeit an musikalischen Szenen, Coaching. Seit 2016 lehrt er als Chef der Musical-Klasse am Wiener Konservatorium.
Als Komponist hat Michael Schnack Werke unterschiedlichster Genres geschaffen, etwa das Musical Time Out! (2000 uraufgeführt und 2001 in Stockerau wiederbelebt), die Musik für Jura Soyfers Broadway-Melodie 1492 (Wiener Volkstheater, 2002), das Musical Finix (Premiere 2003 im Wiener Raimundtheater, neu produziert als Jugendprojekt der Europäischen Union mit Aufführungen in Bozen, Trentino, Ljubljana und Wien), die Musik für insgesamt acht satirische Programme von Alfons Haider (1995–2003), oder Chorwerke wie Alleluia für Sopran, Chor, Orgel und Orchester (uraufgeführt 2004 vom Chor der Pfarrkirche St. Stephan Tulln) und Considerate lilia agri für Chor, Orgel und Orchester (Uraufführung 2005 vom Chor von St. Stephan, Tulln).

## Werke (Auswahl)
- 2000 Time Out!
- 2002 Broadway-Melodie 1492[3]
- 2003 FINIX
- 2004 Alleluia
- 2005 Condierate lilia agri

## Publikationen
- Verzeichnis im Worldcat